# Lucha libre

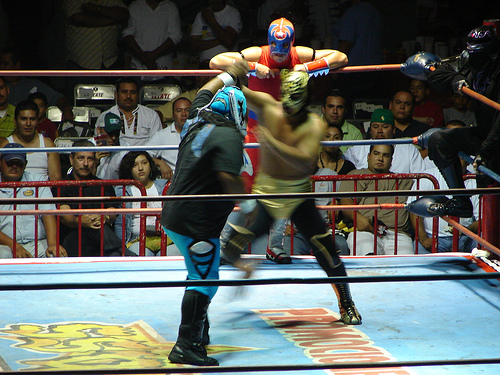
Een lucha libre tag team-match

Lucha libre (Spaans voor 'vrij worstelen') is een term die gebruikt wordt in Mexico en andere Spaanssprekende landen voor een vorm van professioneel worstelen die ontwikkeld is in die landen.
Hoewel de term tegenwoordig uitsluitend op het professioneel worstelen betrekking heeft, betekende het oorspronkelijk vrijestijlworstelen (Engels: freestyle wrestling), verwijzend naar een amateurworstelstijl zonder de beperkingen van de Grieks-Romeins worstelen.
Het Mexicaans worstelen wordt gekenmerkt door kleurrijke maskers, snelle opeenvolgingen van grepen en manoeuvres, maar ook "hoogvliegende" manoeuvres, waarvan sommige aangenomen zijn in de Verenigde Staten. Het dragen van maskers heeft speciale betekenis en de wedstrijden zijn soms omstreden, waarin de verliezer permanent zijn masker moet verwijderen. Tag team-worstelen is vooral dominant in lucha libre, in het bijzondere in wedstrijden met drie teamleden, de zogenaamde trio's.